# Relations entre la Bulgarie et l'Estonie
Les relations entre la Bulgarie et l'Estonie sont les relations bilatérales de la Bulgarie et de l'Estonie, deux États membres de l'Union européenne.

## Histoire

### Premières relations diplomatiques entre-deux guerres (1921-1939)
Les relations entre les deux pays ont été établies le 20 mai 1921 après que la Bulgarie a reconnu l'indépendance de l'Estonie.

### Seconde Guerre mondiale et annexion par la Russie (1940-1991)
En août 1940, l'Estonie est envahie par l'armée soviétique et la République socialiste soviétique d'Estonie rejoint l'Union soviétique. Elle est occupée ensuite par l'Allemagne nazi jusqu'en 1944, date à laquelle elle est de nouveau annexé par l'Union soviétique. Elle en restera partie intégrante jusqu'en 1991. La Bulgarie de son côté prend la forme de la République populaire de Bulgarie jusqu'en 1990.

### Indépendance de l'Estonie
Le 26 août 1991, la Bulgarie reconnaît de nouveau l'indépendance de l'Estonie de l'Union soviétique. Les relations diplomatiques sont rétablies le 10 septembre de la même année.

### Adhésion de l'Estonie à l'Union européenne
Les deux pays participent au cinquième élargissement de l'Union européenne. Le 1er mai 2004, lors de la première phase, l'Estonie adhère à l'Union européenne.
Le 13 novembre 2006, à la veille de l'adhésion de la Bulgarie le 1er janvier 2007 (deuxième phase), l'Estonie ouvrit son ambassade en Bulgarie.

### Depuis l'adhésion à l'Union européenne
La Bulgarie ouvrit un ambassade à Tallinn en 2008, mais le ferma en 2011.

## Coopérations thématiques

### Économie
En 2016, les exportations bulgares vers l'Estonie s'élevaient à 8,9 millions d'euros, tandis que les exportations estoniennes vers la Bulgarie s'élevaient à 25,4 millions d'euros.

### Énergie
Les deux pays participent à l'Initiative des trois mers.

## Sources

## Compléments